# Copa d'Europa de curses amb raquetes de neu
La Copa d'Europa de curses amb raquetes de neu fou una competició esportiva formada per diverses proves d'un dia en la qual es recorre un traçat per una muntanya europea amb raquetes de neu. En 2014 es disputà la darrera vegada.

## Edicions
| Copa d'Europa | |               |                    |
| Any           | Curses | Masculina     | Femenina           |
| 2009          | Ciaspolada (Fondo) · Arànser · Racchetinvalle (Prajalats) · Raquetissima (Charmey) · Grand Valira-Grau Roig · Master des Neiges (Thônes) | Just Sociats  | Laia Andreu Trias  |
| 2009          | Ciaspolada (Fondo) · Arànser · Racchetinvalle (Prajalats) · Raquetissima (Charmey) · Grand Valira-Grau Roig · Master des Neiges (Thônes) | Xavier Espiña | Mònica Ardid Ubed  |
| 2009          | Ciaspolada (Fondo) · Arànser · Racchetinvalle (Prajalats) · Raquetissima (Charmey) · Grand Valira-Grau Roig · Master des Neiges (Thônes) | Thierry Conus |                    |
| 2010          | Ciaspolada (Fondo) · Raquetissima (Charmey) · Tavascan · Grau Roig · Racchetinvalle (Prajalats) · Master des Neiges (Thônes)             | 1             | Laia Andreu Trias  |
| 2010          | Ciaspolada (Fondo) · Raquetissima (Charmey) · Tavascan · Grau Roig · Racchetinvalle (Prajalats) · Master des Neiges (Thônes)             | 2             | 2                  |
| 2010          | Ciaspolada (Fondo) · Raquetissima (Charmey) · Tavascan · Grau Roig · Racchetinvalle (Prajalats) · Master des Neiges (Thônes)             | 3             | 3                  |
| 2011          | Port del Comte · Rättvik · Racchetinvalle (Prajalats) · Master des Neiges (Thônes)                                                       | Just Sociats  | Laia Andreu Trias  |
| 2011          | Port del Comte · Rättvik · Racchetinvalle (Prajalats) · Master des Neiges (Thônes)                                                       | Laurent Vidal | Mònica Ardid       |
| 2011          | Port del Comte · Rättvik · Racchetinvalle (Prajalats) · Master des Neiges (Thônes)                                                       | Xavier Espiña | Christiane Lacombe |
| 2012          | Ciaspolada (Fondo) · Rättvik · Racchetinvalle (Prajalats) · La Molina · Master des Neiges (Thônes)                                       |               |                    |
| 2012          | Ciaspolada (Fondo) · Rättvik · Racchetinvalle (Prajalats) · La Molina · Master des Neiges (Thônes)                                       |               |                    |
| 2012          | Ciaspolada (Fondo) · Rättvik · Racchetinvalle (Prajalats) · La Molina · Master des Neiges (Thônes)                                       |               |                    |

## 2008
En 2008, la campiona de la Copa d'Europa fou Laia Andreu.

### 2009
L'edició de 2009 la van formar 6 curses: Ciaspolada (Fondo), Arànser, Racchetinvalle (Prajalats), Raquetissima (Charmey), Grand Valira-Grau Roig i Master des Neiges (Thônes). Just Sociats i Laia Andreu Trias van guanyar en categoria masculina i femenina.

### 2011
L'edició de 2011 va constar de quatre proves, amb inici el 23 de gener a Port del Comte, i final el 13 de març a la Master des Neiges.

### 2012
Laia Andreu i l'italià Antonio Santi van guanyar la primera prova, la Ciaspolada. La prova femenina de Rättvik va estar dominada per les esportistes catalanes, Mònica Ardid, Laia Andreu Trias i Sílvia Leal que van aconseguir les tres primeres posicions. El francès Laurent Vidal va guanyar la prova masculina i Ricard Calmet va ser segon.
La tercera jornada de la Copa d'Europa va ser la Racchetinvalle on Laia Andreu va tornar a guanyar, davant la italiana Maria Grazia Roberti, i Mònica Ardid. El podi de la prova masculina va ser ocupat per Alex Baldaccini, Stephane Ricard i Antonio Santi.

### 2013
Els campions de la Copa d'Europa en 2013 foren Just Sociats i Laia Andreu

### 2014
En 2014, la campiona de la Copa d'Europa fou Laia Andreu